# Arrivano gli uomini
Arrivano gli uomini (с итал. — «Приходят люди») — студийный альбом известного итальянского певца и актёра Адриано Челентано, выпущенный 6 мая 1996 года лейблом BMG Records, через год после выхода сборника ремиксов Alla corte del remix.

## Об альбоме
Альбом впервые был представлен в мае 1996 года в программе Пиппо Баудо Numero Uno, затем на Canale 5 в передаче Il Boom, которую вёл друг Челентано, Тео Теоколи, а затем в программе Super Амбры Аньолини летом того же года. Благодаря разнообразию мелодий и качественным аранжировкам, диск пользовался большим успехом не только в Италии, но также и в других европейских странах, в частности, Германии, куда исполнитель был приглашён для исполнения нескольких песен на местном телевидении.
Диск состоит из одиннадцати композиций. Все песни ранее не публиковались, за исключением композиции «Scusami (please) Stay a little longer». Это песня из фильма «Безумец Джеппо», где Челентано сыграл главную роль. Кроме того, композиция уже исполнялась Челентано в 1978 году и была издана в альбоме Geppo il folle. В версии 1996 года изменена аранжировка и текст, который был переведён с английского языка на итальянский. Также, восьмой трек, «Ti lascio vivere (reprise)», является не самостоятельной песней, а инструментальным дополнением к седьмой композиции — «Ti lascio vivere» (с итал. — «Я оставляю тебя в покое»). Музыку к композиции «Vento d’estate» написал сын Адриано Челентано, Джакомо.
Песня «Solo da un quarto d’ora» существует в двух вариантах: в переизданной в 1997 году версии альбома перед началом композиции певец делает отсчёт на английском языке: «one, two, three and four», тогда как в оригинале песня начинается сразу, без отсчёта. Кроме того, в более поздней версии электрогитары вступают уже в начале, а в конце есть длинный проигрыш, открывающий также песню «Vento d’estate». Есть небольшие различия в аранжировках.

## Художественные особенности
Альбом содержит в себе песни таких направлений, как поп, рок и инструментальная музыка. Большинство композиций характеризуется использованием электрогитары в качестве солирующего инструмента, а также жёсткими ударными Леле Мелотти (особенно в композиции «Balla con me»), благодаря чему Arrivano gli uomini стал одним из необычных альбомов в творчестве певца, диском с наиболее «роковым» уклоном.
Ещё одной особенностью пластинки является активное участие большой бэк-вокальной группы на протяжении большинства композиций, а также детского хора.

## Список композиций
| №   | Название                                                             | Текст песни         | Музыка                    | Длительность |
| --- | -------------------------------------------------------------------- | ------------------- | ------------------------- | ------------ |
| 1.  | «Cosi come sei» (Такая какая есть)                                   | Карло Маццони       | Карло Маццони             | 4:51         |
| 2.  | «Arrivano gli uomini» (Приезжают люди)                               | Адриано Челентано   | Адриано Челентано         | 6:10         |
| 3.  | «Torno a settembre» (Вернусь в сентябре)                             | Коррадо Конти       | Маттео Паче               | 5:02         |
| 4.  | «Balla con me» (Танцуй со мной)                                      | Адриано Челентано   | Фио Дзанотти              | 7:21         |
| 5.  | «Scusami (please) Stay a little longer» (Прости, останься ненадолго) | Адриано Челентано   | Д. Б. Бескует, Р. Джексон | 6:07         |
| 6.  | «Solo da un quarto d’ora» (Только четверть часа)                     | Адриано Челентано   | Адриано Челентано         | 5:44         |
| 7.  | «Ti lascio vivere» (Я оставляю тебя в покое)                         | Фабрицио Берлинчони | Мауро Спина               | 4:34         |
| 8.  | «Ti lascio vivere (reprise)»                                         | —                   | Мауро Спина               | 2:01         |
| 9.  | «Vento d’estate» (Летний ветер)                                      | Адриано Челентано   | Джакомо Челентано         | 5:43         |
| 10. | «Cercami» (Ищи меня)                                                 | Энцо Граньяниелло   | Энцо Граньяниелло         | 4:41         |
| 11. | «La gonna e l’insalata» (Юбка и салат)                               | Адриано Челентано   | Адриано Челентано         | 5:06         |

## Участники записи
- Адриано Челентано (итал. Adriano Celentano) — вокалист, продюсер;
- Эмануэла Кортези[итал.] (итал. Emanuela Cortesi) — бэк-вокал;
- Стефано Бозетти (итал. Stefano Bozzetti) — бэк-вокал;
- Стефано де Мако (итал. Stefano de Maco) — бэк-вокал;
- Морено Феррара (итал. Moreno Ferrara) — бэк-вокал;
- Паола Фолли[итал.] (итал. Paola Folli) — бэк-вокал;
- Лола Фегали (англ. Lola Feghaly) — бэк-вокал;
- Сильвио Поццоли (итал. Silvio Pozzoli) — бэк-вокал;
- Лелла Франсия (итал. Lella Francia) — бэк-вокал;
- Джордано Мацци (итал. Giordano Mazzi) — программирование;
- Леле Мелотти[итал.] (итал. Lele Melotti) — ударные;
- Пьеро Микелатти (итал. Piero Michelatti) — бас;
- Пино Пискетола (итал. Pino Pischetola) — сведение;
- Томас Сассенбах (англ. Thomas Sassenbach) — арт-директор;
- Мауро Спина (итал. Mauro Spina) — барабаны, перкуссия;
- Майкл Томпсон[англ.] (англ. Michael Thompson) — гитара;
- Фио Дзанотти[итал.] (итал. Fio Zanotti) — аранжировка, клавишные, орган, фортепиано.